# نيكوس بيتاس
نيكوس بيتاس (باليونانية: Νίκος Πέττας)‏ مواليد 28 فبراير 1981 في أثينا، هو لاعب كرة سلة يوناني. بدأ مسيرته الاحترافية في سنة 1998. يبلغ طوله 6 قدم 4.75 بوصة (1.9 م). لعب مع نادي أولمبياكوس لكرة السلة ونادي أوليمبياس باتراس لكرة السلة.

## روابط خارجية
- نيكوس بيتاس على موقع كرة السلة الأوروبية.كوم (الإنجليزية)
- نيكوس بيتاس على موقع DraftExpress.com (الإنجليزية)
- نيكوس بيتاس على موقع ريلجم (الإنجليزية)
- نيكوس بيتاس على موقع بروبوليرز (الإنجليزية)